# Shelton (Nottinghamshire)
Shelton – wieś w Anglii, w hrabstwie Nottinghamshire, w dystrykcie Rushcliffe. Leży 21 km na wschód od miasta Nottingham i 173 km na północ od Londynu. Miejscowość liczy 107 mieszkańców.